# 鸡笼街站
鸡笼街站是位于湖南省衡南县鸡笼镇的一个铁路车站，邮政编码421111。车站建于1938年，有湘桂铁路经过该站，现仅办理货运，不办理客运业务，车站及其上下行区间均未电气化。车站距离衡阳站44公里，隶属广铁集团，是四等站。